# Edificio Malecón
El Edificio Malecón (también llamado Malecom) es un edificio inteligente de oficinas clase "A", de estilo moderno. Se encuentra en el extremo sur del Dique 1 de Puerto Madero, en Buenos Aires, Argentina. Se caracteriza por su fachada curva, visible a lo lejos, ya que está dispuesta en el extremo del conjunto de 4 diques que componen el puerto, enfrentada con el Edificio Telecom, ubicado a unos 2 km.
Originalmente lució en su remate el logo de la empresa Grupo ASSA, y actualmente posee el de la empresa de medicina prepaga Galeno. Ambos han llevado a que popularmente se conociera al edificio con los nombres de dichas compañías.

## Historia
El terreno que hoy ocupa el Edificio Malecón fue comprado hacia 1992 por el empresario Jorge Ginevra, dueño de la inmobiliaria Aranalfe S.A., y la construcción del mismo comenzó hacia mediados de la década de 1990.
El Malecón se inauguró a mediados de 1999 y es considerado el primer edificio inteligente y de arquitectura sustentable de Puerto Madero, y uno de los primeros de Buenos Aires. También resultó novedoso en el momento de su construcción el uso de aluminio para el encofrado, siendo el primer edificio que aplicó este método en el Mercosur.
En 2000 ganó el primer premio de la Bienal de Arquitectura CPAU - SCA (categoría 1).
Ha alojado a empresas como Grupo ASSA, el Grupo Impsat, Sistema de Protección Médica (SPM, hoy Galeno), que ocupó 7 pisos en 2005.

## Descripción
Los involucrados en el Edificio Malecón son: los arquitectos Ripley Rasmus, Chris Cedergreen, Hans Hecker y Lyle Hodginel del estudio HOK International LTD. de San Francisco, EE. UU., que lo proyectó y Roberto Aisenson, Javier Hojman, María Hojman, Pablo Pschepiurca y Carlos Pujals de Aisenson Arquitectos de Argentina, que estuvo a cargo de la dirección de obra (ingeniero Hugo Mitelman) e ingeniería; las empresas constructoras Ingenieros Maccarone S.A. y Constructora Sudamericana S.A. Todos los componentes del edificio fueron producidos por ingeniería nacional.

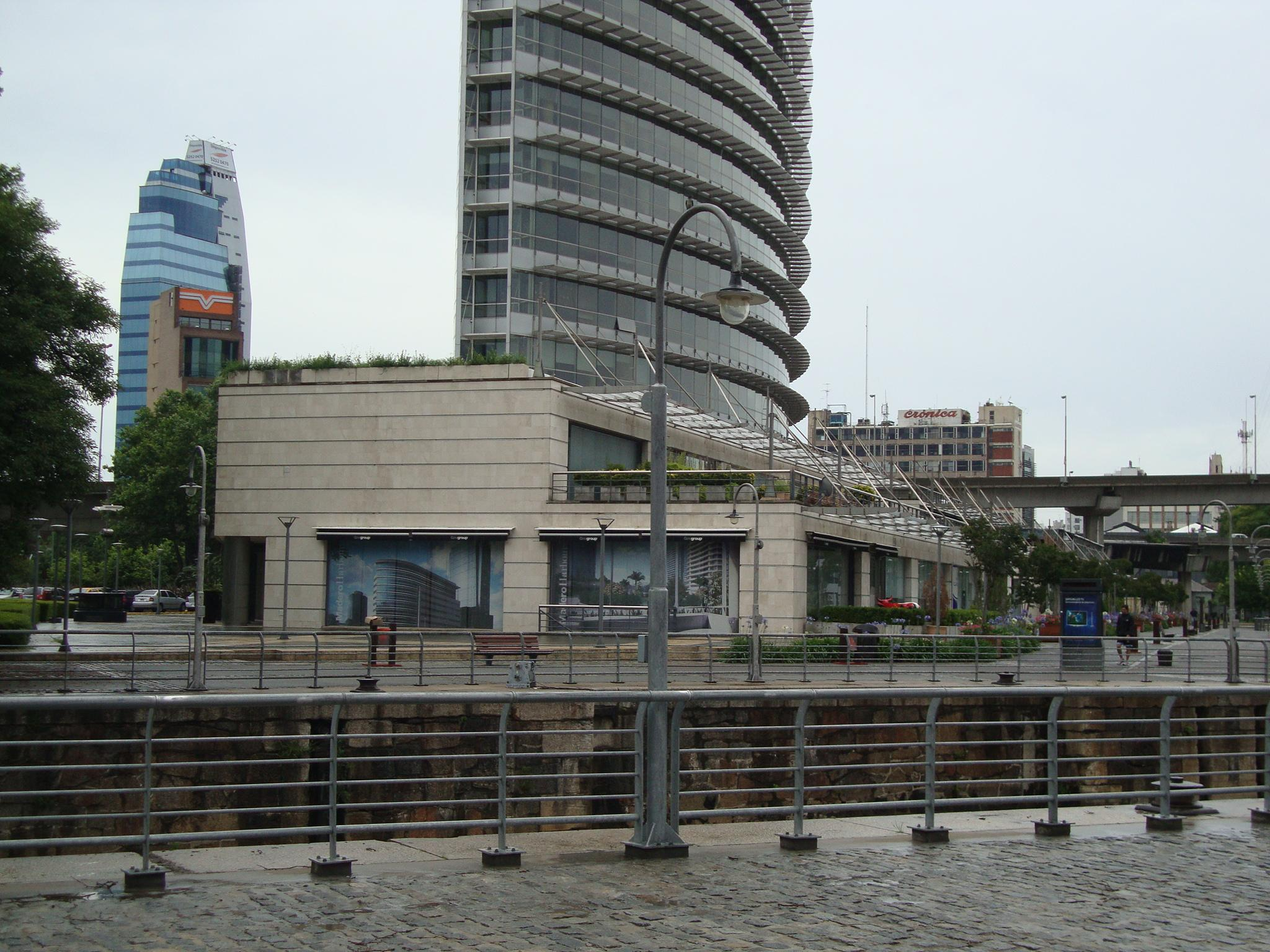
Vista de los locales comerciales en el basamento. A la izquierda, sobresale la Torre Sur

El edificio cuenta con un subsuelo utilizado como playa de estacionamiento para 150 autos. El basamento tiene 8 metros de altura y está recubierto en piedra con buñas de aluminio y consiste en un podio para locales comerciales con terrazas y jardines a las cuales se accede desde el 1º piso, y el vestíbulo, de doble altura con pisos de mármol verde y rojo Alicante y cielorraso compuesto por vigas curvas "como costillas de una embarcación" enchapadas en madera de peral.
La forma del edificio se caracteriza por su dos frentes curvos, que tienen como propósito el aprovechar la mayor parte de iluminación natural posible como modo de ahorro de energía, además de brindar una vista de todo el skyline porteño. La fachada está realizada en aluminio satinado, con cristales planos incoloros termopanel (doble capa con cámara de aire en el medio) que se complementan con parasoles para proteger de la radiación solar.
También es notable en el Malecón el concepto conocido como quinta fachada, ya que no hay ningún techo a la vista, siendo todos ocupados por jardines o terrazas.
Los ascensores (una batería de 4 con capacidad para 9 personas) y escalera se ubican aparte del cuerpo central del edificio. Los primeros ocupan una torre recubierta con metal, englobada por la torre de esta última, con ladrillos de vidrio que permiten una iluminación natural. También la ventilación en natural en la escalera. Sobre esta torre se ubica el tanque de agua y la antena que corona al Malecón.
En el exterior se encuentran un espacio para estacionamiento al aire libre para 70 autos más y un juego de fuentes de agua.